# Pomocne (gromada)
Pomocne – dawna gromada, czyli najmniejsza jednostka podziału terytorialnego Polskiej Rzeczypospolitej Ludowej w latach 1954–1972.
Gromady, z gromadzkimi radami narodowymi (GRN) jako organami władzy najniższego stopnia na wsi, funkcjonowały od reformy reorganizującej administrację wiejską przeprowadzonej jesienią 1954 do momentu ich zniesienia z dniem 1 stycznia 1973, tym samym wypierając organizację gminną w latach 1954–1972.
Gromadę Pomocne z siedzibą GRN w Pomocnem utworzono – jako jedną z 8759 gromad na obszarze Polski – w powiecie jaworskim w woj. wrocławskim, na mocy uchwały nr 14/54 WRN we Wrocławiu z dnia 2 października 1954. W skład jednostki weszły obszary dotychczasowych gromad Pomocne, Muchów i Stanisławów ze zniesionej gminy Piotrowice w tymże powiecie oraz Kondratów ze zniesionej gminy Nowy Kościół w powiecie złotoryjskim w tymże województwie. Dla gromady ustalono 13 członków gromadzkiej rady narodowej.
1 stycznia 1972 do gromady Pomocne włączono obszar zniesionej gromady Piotrowice (oprócz wsi Piotrowice) w tymże powiecie.
Gromada przetrwała do końca 1972 roku, czyli do kolejnej reformy gminnej.